# 土石緩滑
土石緩滑或泥流（英語：Solifluction）
是對一種緩慢土石流動的統稱。因爲冰的凍融活動，使土石流向斜坡下移動。 這是現代對土石緩滑的標準定义，但與 Johan Gunnar Andersson 在 1906 年的原始定义不同。

## 概念的起源和演變
最初，它是指在冰緣地區，土石流因含飽和水而移動。然而後來發現，冰緣地區各種緩慢的土石流活動不需要水飽和，而是與冰的凍融過程有關。
這一詞就被用來這些緩慢的地質作用，而不包括在冰緣的快速流動。在緩慢的冰緣流動中，沒有清晰的滑行平面。因此，就不包含表皮流動活動和滑脫分離運動不包括在概念中。另一方面，在任何潮濕的氣候中，浸透在水中的廢物堆都可能發生移動，因此土石緩滑一詞不限於寒冷的氣候。
土石緩滑在冰緣分為四種類型：冰蠕動（英語：Ice creep）、霜凍蠕動（英語：Frost creep）、
凝膠流（英語：Gelifluction）、塞式流動（英語：Plug-like flow），土石緩滑的慢速作用比某些地球化學或其他侵蝕過程慢得多由於土石緩滑與濕度和寒冷氣候有關，因此可用於推斷過去的氣候。